# احمدلیوه
احمدلیوه منطقه‌ای میان شهرستان فارسان و اردل در استان چهارمحال و بختیاری  می باشد. این منطقه از قله ۳۳۱۸ متری پرجفت شروع و تا نزدیکی‌های سرپیر ادامه دارد.

## کوه احمدلیوه
به دلیل وجود کوهِ احمدلیوه در آن، این منطقه نیز احمدلیوه نام گرفته‌است.
بیشترین ارتفاع این کوه ۳۵۸۹ متر در نزدیکی سرپیر می‌باشد. این کوه از خاور به کوه سالداران و کوه کلک و از دامنه باختری، به دره آب کوهرنگ متصل است.
در بخش هموار این منطقه که گود احمدلیوه نام دارد، چشمه‌های زیادی جاریست مثل چشمه سرتنگ، چشمه مروارید و چشمه خونی.

## محیط زیست و پوشش گیاهی
در جنوب احمد لیوه، رشته کوه میلی، در جنوب غربی کوه قیصری، در غرب، گردنه چری و خط الراس زردکوه در شمال کوه‌های سالداران و کلک قرار دارد.
این منطقه، پوشیده از گیاهان گوناگون مثل زرابی، ثعلب، قودومه، گل پر، آویشن و گون است.
در این منطقه و کوه احمد لیوه، حیواناتی مثل پازن، خرس، روباه، گرگ، کبک و عقاب یافت می‌شود.

## جُستارهای وابسته
- چشمه مروارید